# ジェームズ・ウェダーバーン
ジェームズ・ウェダーバーン（James Wedderburn、1938年6月23日 - ）は、バルバドス出身の陸上競技選手。西インド連邦代表として出場した1960年ローマオリンピックの銅メダリストである。

## 経歴
ウェダーバーンは、1960年ローマオリンピックの400mと4×400mリレーの2種目に出場。400mは、1次予選で、この種目の金メダリストとなるアメリカのオーティス・デービスに次いで2位で2次予選進出を果たす。しかし、2次予選では、アメリカのジャック・イェルマン、オーストラリアのケバン・ゴスパー、ドイツのマンフレート・キンダーの強豪たちと同じ組となり、ウェダーバーンは4位となり準決勝進出はならなかった。
4×400mリレーでは、ウェダーバーンのほか、マルコム・スペンス、キース・ガードナー、ジョージ・カーの3人のジャマイカ人とともに西インド連邦チームを組み、予選をアメリカに次いで2位で決勝進出を決めると、決勝では3分04秒0で、アメリカ、ドイツに次いで銅メダルを獲得した。
西インド連邦は1958年から1962年の間に存在したイギリス連邦内の自治国で、オリンピックに出場したのはこの大会限りである。陸上の西インド連邦代表メンバーのほとんどはジャマイカとトリニダード・トバゴ出身者で構成されていたが、ウェダーバーンはバルバドス出身であった。

## 主な実績
| 年   | 大会         | 場所             | 種目         | 結果      | 記録     |
| ---- | ------------ | ---------------- | ------------ | --------- | -------- |
| 1960 | オリンピック | ローマ(イタリア) | 400m         | 4位（qf） | 47秒0    |
| 1960 | オリンピック | ローマ(イタリア) | 4×400mリレー | 3位       | 3分04秒0 |